# Herrljunga kommun
Herrljunga kommun är en kommun i Västra Götalands län, i före detta Älvsborgs län. Centralort är Herrljunga.

## Administrativ historik
Kommunens område motsvarar socknarna: Alboga, Broddarp, Bråttensby, Eggvena, Eriksberg, Fölene, Grude, Herrljunga, Hov, Hudene, Jällby, Källunga, Mjäldrunga, Molla, Norra Säm, Od, Remmene, Skölvene, Södra Björke, Tarsled, Vesene och Öra. I dessa socknar bildades vid kommunreformen 1862 landskommuner med motsvarande namn.
I området inrättades 24 augusti 1906 Herrljunga municipalsamhälle.
Vid kommunreformen 1952 sammanslogs fyra och en halv landskommuner med Herrljunga landskommun och samtidigt skapades storkommunen Gäsene landskommun av sexton andra landskommuner. 1953 ombildades Herrljunga landskommun till Herrljunga köping samtidigt som municipalsamhället upplöstes.
Herrljunga kommun bildades vid kommunreformen 1971 genom en ombildning av Herrljunga köping. 1974 införlivades Gäsene kommun.
Kommunen ingår sedan bildandet i Alingsås tingsrätts domsaga.
| Tabell över kommunsammanslagningarna efter 1863 | Tabell över kommunsammanslagningarna efter 1863 | Tabell över kommunsammanslagningarna efter 1863 | Tabell över kommunsammanslagningarna efter 1863 | Tabell över kommunsammanslagningarna efter 1863 | Tabell över kommunsammanslagningarna efter 1863 | Tabell över kommunsammanslagningarna efter 1863 | Tabell över kommunsammanslagningarna efter 1863 |
| --- | ----------------------------------------------- | ----------------------------------------------- | ----------------------------------------------- | ----------------------------------------------- | ----------------------------------------------- | ----------------------------------------------- | ----------------------------------------------- |
| Tabellen nedan visar kommunsammanslagningarna till nuvarande Herrljunga kommun från 1863 och framåt. De mörkgråa landskommunerna var de delar av storkommunerna som gick till andra kommuner än Herrljunga i slutändan. Färgerna antyder att man försökte hålla ihop häraderna när storkommunerna bildades. |                                                 |                                                 |                                                 |                                                 |                                                 |                                                 |                                                 |
| Kommunsammanslagningarna till Herrljunga kommun |                                                 |                                                 |                                                 |                                                 |                                                 |                                                 |                                                 |
| före reformerna | före reformerna                                 | efter reformen 1862                             | dito 1952                                       | dito 1952                                       | dito 1971                                       | dito 1971                                       |                                                 |
| -1862 | -1862                                           | 1863-1951                                       | 1952                                            | 1953-70                                         | 1971-73                                         | 1974-                                           |                                                 |
| härad | socken                                          | landskommun                                     | "storkommun", köpingskommun                     | "storkommun", köpingskommun                     | enhetlig kommun                                 | enhetlig kommun                                 |                                                 |
| Gäsene | Alboga sn                                       | Alboga ln                                       | Gäsene ln                                       | Gäsene ln                                       | Gäsene kn                                       |                                                 |                                                 |
| Gäsene | Bråddarps sn                                    | Bråddarps ln (Broddarp 1910-)                   | Gäsene ln                                       | Gäsene ln                                       | Gäsene kn                                       |                                                 |                                                 |
| Gäsene | Eriksbergs sn                                   | Eriksbergs ln                                   | Gäsene ln                                       | Gäsene ln                                       | Gäsene kn                                       |                                                 |                                                 |
| Gäsene | Grude sn                                        | Grude ln                                        | Gäsene ln                                       | Gäsene ln                                       | Gäsene kn                                       |                                                 |                                                 |
| Gäsene | Hovs sn                                         | Hovs ln                                         | Gäsene ln                                       | Gäsene ln                                       | Gäsene kn                                       |                                                 |                                                 |
| Gäsene | Hudeneds sn                                     | Hudeneds ln (Hudene 1910-)                      | Gäsene ln                                       | Gäsene ln                                       | Gäsene kn                                       |                                                 |                                                 |
| Gäsene | Jällby sn                                       | Jällby ln                                       | Gäsene ln                                       | Gäsene ln                                       | Gäsene kn                                       | Herrljunga kn                                   |                                                 |
| Gäsene | Källunga sn                                     | Källunga ln                                     | Gäsene ln                                       | Gäsene ln                                       | Gäsene kn                                       | Herrljunga kn                                   |                                                 |
| Gäsene | Mjelldrunga sn                                  | Mjelldrunga ln (Mjäldrunga 1911-)               | Gäsene ln                                       | Gäsene ln                                       | Gäsene kn                                       | Herrljunga kn                                   |                                                 |
| Gäsene | Molla sn                                        | Molla ln                                        | Gäsene ln                                       | Gäsene ln                                       | Gäsene kn                                       | Herrljunga kn                                   |                                                 |
| Gäsene | Säm sn                                          | Säms ln (Norra Säm 1886-)                       | Gäsene ln                                       | Gäsene ln                                       | Gäsene kn                                       | Herrljunga kn                                   |                                                 |
| Gäsene | Ods sn                                          | Ods ln                                          | Gäsene ln                                       | Gäsene ln                                       | Gäsene kn                                       | Herrljunga kn                                   |                                                 |
| Gäsene | Skölveneds sn                                   | Skölveneds ln (Skölvene 1910-)                  | Gäsene ln                                       | Gäsene ln                                       | Gäsene kn                                       | Herrljunga kn                                   |                                                 |
| Gäsene | Björke sn                                       | Björke ln (Södra Björke 1886-)                  | Gäsene ln                                       | Gäsene ln                                       | Gäsene kn                                       | Herrljunga kn                                   |                                                 |
| Gäsene | Veseneds sn                                     | Veseneds ln (Vesene 1910-)                      | Gäsene ln                                       | Gäsene ln                                       | Gäsene kn                                       | Herrljunga kn                                   |                                                 |
| Gäsene | Öra sn                                          | Öra ln                                          | Gäsene ln                                       | Gäsene ln                                       | Gäsene kn                                       | Herrljunga kn                                   |                                                 |
| Kulling | Eggvena sn                                      | Eggvena ln                                      | Herrljunga ln                                   | Herrljunga köping                               |                                                 |                                                 |                                                 |
| Kulling | Fölene sn                                       | Fölene ln                                       | Herrljunga ln                                   | Herrljunga köping                               |                                                 |                                                 |                                                 |
| Kulling | Herrljunga sn                                   | Herrljunga ln                                   | Herrljunga ln                                   | Herrljunga köping                               |                                                 |                                                 |                                                 |
| Kulling | Remmene sn                                      | Remmene ln                                      | Herrljunga ln                                   | Herrljunga köping                               |                                                 |                                                 |                                                 |
| Kulling | Tarsleds sn                                     | Tarsleds ln                                     | Herrljunga ln                                   | Herrljunga köping                               |                                                 |                                                 |                                                 |
| Kulling | Bråttensby sn                                   | Bråttensby och Landa ln                         | Herrljunga ln                                   | Herrljunga köping                               |                                                 |                                                 |                                                 |
| Kulling | Landa sn                                        | Bråttensby och Landa ln                         | Vårgårda ln                                     | Vårgårda ln                                     | Vårgårda kn                                     | Vårgårda kn                                     |                                                 |

## Geografi
Kommunen är belägen i de centrala delarna av landskapet Västergötland och gränsar i nordväst till Essunga kommun, i norr till Vara kommun och i öster till Falköpings kommun, alla i före detta Skaraborgs län. I sydöst gränsar kommunen till Ulricehamns kommun, i söder till Borås kommun och i väster till Vårgårda kommun, alla i före detta Älvsborgs län.

### Topografi och hydrografi
I kommunens nordvästra del, runt Nossans nedre lopp, sträcker sig kommunens enda större sammanhängande öppna slättområde. Resten av området är oftast täckt av skog och högland, särskilt i de centrala delarna där moränmarken dominerar.
Gran är den vanligaste trädsorten, men ek- och bokskog förekommer också, särskilt söderut i Nossans källområden där det största bokbeståndet finns vid säteriet Stora Mollungen, som också är ett naturreservat.
I skogsområdena finns småskaliga kulturlandskap med stenmurar som vittnar om den gamla odlingstraditionen, som i Stenunga strax sydöst om Herrljunga. Där finns också en rik flora i naturbetesmarkerna.
I kommunens östra delar finns flera större mossar, särskilt Ramlamossen, och söderut finns flera sjöar, varav Sämsjön är den största. Nossans dalgång följer det största isälvsstråket i sin södra del. Tätorterna Annelund och Ljung ligger på ett utsvämmat, flackt isälvsdelta, som övergår i mindre åsar med markerade krön vid en långsträckt mosse norrut.
Vid kommunens nordgräns i väster ligger det bergiga och skogbevuxna området Hackebergsskogen. Även i södra delarna av kommunen finns skogklädda hällområden med delvis dramatisk natur.
Nedan presenteras andelen av den totala ytan 2020 i kommunen jämfört med riket.
|  | Bebyggelse (4,7 %) |

|  | Skog (63,6 %) |

|  | Öppen myrmark (2,3 %) |

|  | Jordbruksmark (22,8 %) |

|  | Övrig mark (6,6 %) |

|  | Bebyggelse (3,1 %) |

|  | Skog (68,0 %) |

|  | Öppen myrmark (7,2 %) |

|  | Jordbruksmark (7,4 %) |

|  | Övrig mark (14,3 %) |

### Naturskydd
Ungefär 0,5 procent (0,5 procent av landytan)  av Herrljunga kommuns areal hade år 2019 skydd i form av naturreservat, naturvårdsområden, naturminnen och biotopskydd. Detta motsvarade 266 hektar. Bland naturreservat i Herrljunga kommun kan nämnas Stora Mollungen som inkluderar ett av Sveriges nordligaste naturliga bokskogsbestånd. Reservatet är kommunens största reservat och omfattar 171 hektar. Det var även kommunens första reservat, bildat 1997.

### Administrativ indelning
Fram till 2016 var kommunen för befolkningsrapportering indelad i fem församlingar: Herrljunga församling, Herrljunga landsbygdsförsamling, Hovs församling, Hudene församling och Östra Gäsene församling.

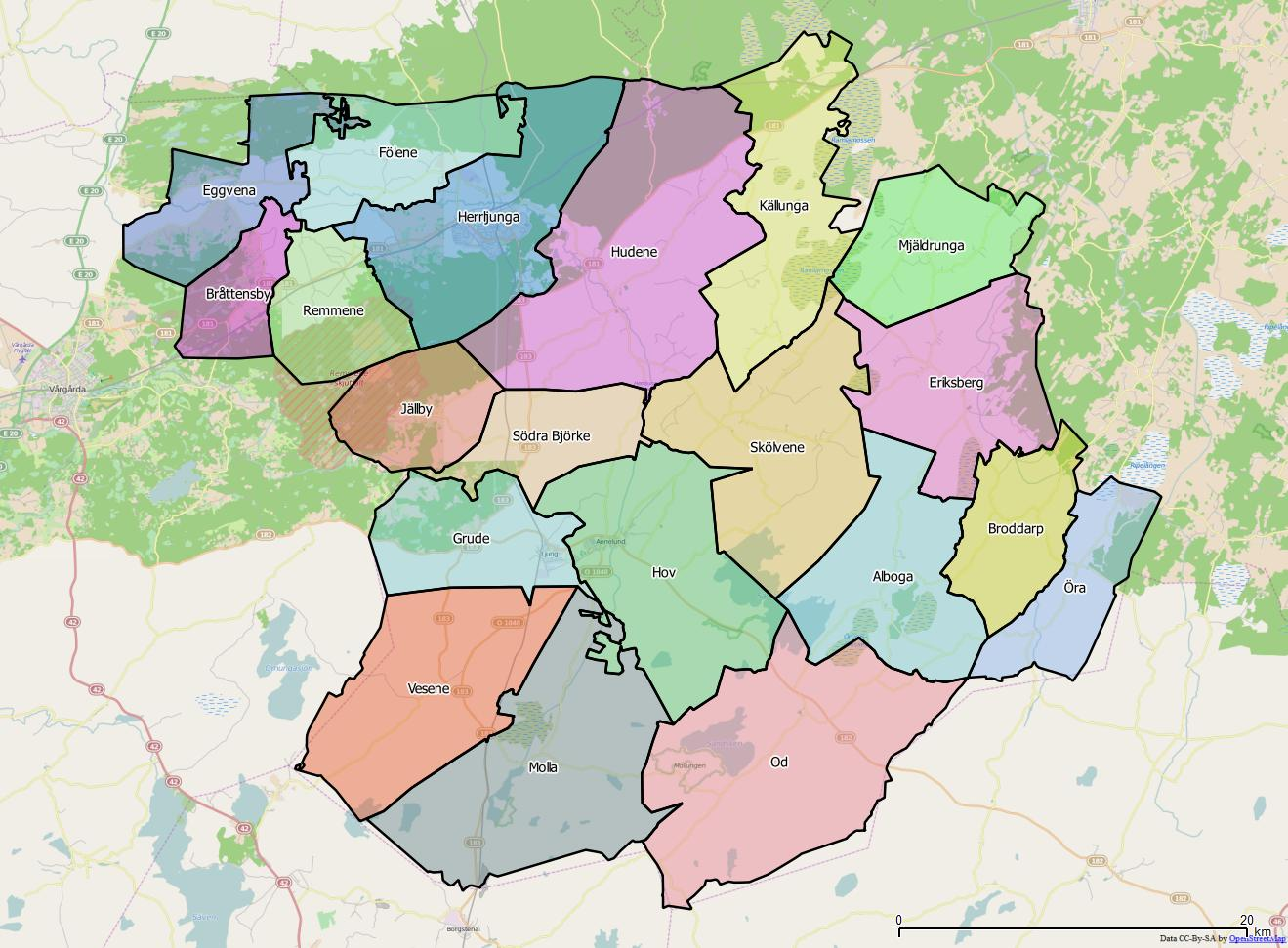
Distrikt (socknar) inom Herrljunga kommun

Från 2016 indelas kommunen i följande distrikt, (socknar):
| De 20 distrikten i Herrljunga kommun |
| --- |
| - Alboga - Broddarp - Bråttensby - Eggvena - Eriksberg - Fölene - Grude - Herrljunga - Hov - Hudene - Jällby - Källunga - Mjäldrunga - Molla - Od - Remmene - Skölvene - Södra Björke - Vesene - Öra |

### Tätorter
År 2020 bodde 56,5 procent av kommunens invånare i någon av kommunens tätorter, vilket var lägre än motsvarande siffra för riket där genomsnittet var 87,6 procent. Vid Statistiska centralbyråns tätortsavgränsning 2020 fanns det två tätorter i Herrljunga kommun:
| Tätort             | Befolkning |
| ------------------ | ---------- |
| Herrljunga         | 4 119      |
| Ljung och Annelund | 1 215      |

## Styre och politik

### Styre
Mandatperioden 2010–2014 styrdes kommunen av Socialdemokraterna, Miljöpartiet, Folkpartiet och Kommunens Väl. Samma koalition fortsatte styra även mandatperioden 2014–2018. Kommunens nygamla ordförande för kommunstyrelsen meddelade att han var särskilt nöjd över att man kommit överens om kompetensutvecklingen för personal, arbetet med energiomställningen och att tyngdpunkten skulle läggas på tillväxten.
Mandatperioden 2018–2022 styrdes kommunen av Centerpartiet, Moderaterna, Kristdemokraterna och Kommunens väl. Koalitionen hade även ett samarbete med Sverigedemokraterna. Centerpartiets Johnny Carlsson menade att Sverigedemokraterna "är av folket valda och vi måste hantera Sverigedemokraterna på något sätt". Efter valet 2022 tillträdde en ny styrande koalition bestående av Socialdemokraterna, Centerpartiet, Vänsterpartiet och Liberalerna. Alingsås Tidning skrev efter beskedet att det var "en framgång inte minst för Vänsterpartiet som då lämnar den eviga oppositionsrollen".

### Kommunfullmäktige

#### Presidium
Kommunfullmäktige utgörs av 31 ordinarie ledamöter.
| Presidium 2022–2026    | Presidium 2022–2026 | Presidium 2022–2026 |
| ---------------------- | ------------------- | ------------------- |
| Ordförande             | S                   | Björn Wilhelmsson   |
| Förste vice ordförande | KD                  | Ove Severin         |
| Andre vice ordförande  | SD                  | Jacob Brendelius    |

#### Mandatfördelning 1970–2022
Vänsterpartiet kom in i kommunfullmäktige 1976. Valet därpå, 1979, kom även Kristdemokraterna in i fullmäktige. Miljöpartiet inkkuderades 1985 och Ny Demokrati tilldelades två mandat 1991 men förlorade dessa efter den mandatperioden. Kommunens Väl kom in i fullmäktige 2006 och var då det i särklass största partiet i fullmäktige med 12 av 41 mandat. Sverigedemokraterna fick sina första mandat 2010 och var då större än både Vänsterpartiet och Miljöpartiet. Vänsterpartiet hade då inte fått ihop namn till en egen valsedel till kommunfullmäktige.

Kommunens Väl, som ursprungligen bildades i protest mot en nedläggning av en simhall, ställde inte upp i valet 2022.
| 12 |  | 9 | 8 | 5 |

| 30 | 5 |

| 11 | 16 | 6 | 8 |

| 34 | 7 |

|  | 11 | 15 | 6 | 8 |

| 33 | 8 |

|  | 11 | 15 | 5 |  | 8 |

| 31 | 10 |

|  | 13 | 13 | 4 |  | 9 |

| 32 | 9 |

| 2 | 11 |  | 12 | 6 |  | 8 |

| 33 | 8 |

| 2 | 12 | 3 | 12 | 5 |  | 6 |

| 31 | 10 |

| 2 | 10 |  | 2 | 11 | 4 | 3 | 8 |

| 32 | 9 |

| 3 | 13 | 2 | 10 | 4 | 2 | 7 |

| 26 | 15 |

| 5 | 10 |  | 9 | 4 | 5 | 7 |

| 26 | 15 |

| 4 | 11 |  | 10 | 5 | 4 | 6 |

| 25 | 16 |

| 2 | 9 |  | 12 | 6 | 3 | 3 | 5 |

| 23 | 18 |

|  | 10 |  | 2 | 8 | 7 | 4 | 3 | 5 |

| 24 | 17 |

|  | 9 |  | 3 | 3 | 5 | 3 | 2 | 4 |

| 20 | 11 |

| 2 | 7 | 4 | 3 | 6 | 3 | 2 | 4 |

| 19 | 12 |

| 2 | 7 | 6 | 6 |  | 3 | 6 |

| 20 | 11 |

### Nämnder

#### Kommunstyrelse
Kommunstyrelsen består av 15 ledamöter. Förutom det som åligger Kommunstyrelsen enligt lag ansvarar Herrljunga kommuns kommunstyrelse även för politisk ledning, kommunledning, administration, kommunikation, folkhälsa, besöksnäring, samhällsplanering samt Kris- och säkerhetsverksamhet. För att stödja sitt arbete har Kommunstyrelsen en förvaltning kopplad till sig; Kommunstyrelsens förvaltning.
| Presidium 2022–2026    | Presidium 2022–2026 | Presidium 2022–2026    |
| ---------------------- | ------------------- | ---------------------- |
| Ordförande             | S                   | Mats Palm              |
| Förste vice ordförande | C                   | Emma Blomdahl Wahlberg |
| Andre vice ordförande  | M                   | Gunnar Andersson       |

#### Lista över kommunstyrelsens ordförande
- Margaretha Yngvesson, Centerpartiet, 1999–2006[24][25]
- Kurt Hårsmar, Centerpartiet, 2007–15 november 2013[26][27]
- Mats Palm, Socialdemokraterna, 9 december 2013–31 december 2014[28][29][30]
- Johnny Carlsson, Centerpartiet, 1 januari 2015–2018[31][30]
- Gunnar Andersson, Moderaterna, 1 januari 2019–31 december 2022[32]
- Mats Palm, Socialdemokraterna, 1 januari 2023–[33]

Denna lista hämtas från Wikidata. Informationen kan ändras där.

#### Övriga nämnder
De två servicenämnderna, det vill säga servicenämnd för IT, växel och telefoni samt servicenämnd för ekonomi och personal, är gemensamma nämnder som Herrljunga kommun och Vårgårda kommun delar. Herrljunga kommun ansvarar för servicenämnden för IT, växel och telefoni, medan Vårgårda kommun ansvarar för servicenämnden för ekonomi och personal.
| Nämnd                   | Ordförande | Ordförande        | Förste vice ordförande | Förste vice ordförande |
| ----------------------- | ---------- | ----------------- | ---------------------- | ---------------------- |
| Bildningsämnden         | S          | Ronny Norrman     | M                      | Carin Martinsson       |
| Bygg- och miljönämnden  | C          | Eva Larsson       | M                      | Christina Abrahamsson  |
| Samhällsbyggnadsnämnden | C          | Johnny Carlsson   | M                      | Ingemar Fredriksson    |
| Socialnämnden           | S          | Carina Fredriksen | SD                     | Magnus Lennartsson     |
| Valnämnden              | S          | Axel Roselius     | Ob.                    | Alexander Strömborg    |

Källa:

## Ekonomi och infrastruktur

### Näringsliv
I början av 2020-talet var den största näringsgrenen i Herrljunga kommun industrisektorn, följd av den offentliga sektorn, jord- och skogsbruk, privata tjänster, byggnadsverksamhet, varuhandel och samfärdsel. De största arbetsgivarna i kommunen var Herrljunga kommun själv, IMI Hydronic Engineering AB, Starspring AB, Fideltronik Scandinavia AB och Strängbetong AB. Inom industriområdet dominerade  metallvaruindustrin, följd av elektronikindustrin, jord- och stenindustrin, plastindustrin och trävaruindustrin.

### Infrastruktur

#### Transporter
De norra delarna av kommunen genomkorsas i öst-västlig riktning av länsväg 181, varifrån länsväg 183 tar av söderut från Herrljunga. De södra delarna av kommunen genomkorsas från sydöst mot väster av länsväg 182. Norra delarna av kommunen genomkorsas även i öst-västlig riktning av Västra stambanan som trafikeras av SJ:s och VR:s fjärrtåg. I nord-sydlig riktning genomkorsas kommunen av Älvsborgsbanan som trafikeras av Västtågens regiontåg mellan Vänersborg och Borås som förutom i Herrljunga även stannar i Ljung, Torpåkra och Mollaryd.

#### Utbildning
År 2024 fanns en gymnasieskola i Herrljunga kommun; Kunskapskällan. Gymnasiet byggdes 1999 och rymmer 250 elever. Vuxenutbildning bedrivs tillsammans med Vårgårda kommun.
År 2022 hade 17,4 procent av personer i åldersgruppen 25-64 år minst 3 års eftergymnasial utbildning, vilket var lägre än motsvarande siffra för riket där genomsnittet var 30,3 procent.

## Befolkning

### Demografi

#### Befolkningsutveckling
Kommunen har 9 504 invånare (31 mars 2025), vilket placerar den på 222:a plats avseende folkmängd bland Sveriges kommuner.
| Befolkningsutvecklingen i Herrljunga kommun 1970–2020 | Befolkningsutvecklingen i Herrljunga kommun 1970–2020 | Befolkningsutvecklingen i Herrljunga kommun 1970–2020 | Befolkningsutvecklingen i Herrljunga kommun 1970–2020 | Befolkningsutvecklingen i Herrljunga kommun 1970–2020 |
| ----------------------------------------------------- | ----------------------------------------------------- | ----------------------------------------------------- | ----------------------------------------------------- | ----------------------------------------------------- |
|                                                       |                                                       |                                                       |                                                       |                                                       |
| År                                                    |                                                       |                                                       | Folkmängd                                             |                                                       |
| 1970                                                  | 1970                                                  |                                                       | 9 027                                                 |                                                       |
| 1975                                                  | 1975                                                  |                                                       | 8 833                                                 |                                                       |
| 1980                                                  | 1980                                                  |                                                       | 9 347                                                 |                                                       |
| 1985                                                  | 1985                                                  |                                                       | 9 281                                                 |                                                       |
| 1990                                                  | 1990                                                  |                                                       | 9 645                                                 |                                                       |
| 1995                                                  | 1995                                                  |                                                       | 9 724                                                 |                                                       |
| 2000                                                  | 2000                                                  |                                                       | 9 447                                                 |                                                       |
| 2005                                                  | 2005                                                  |                                                       | 9 305                                                 |                                                       |
| 2010                                                  | 2010                                                  |                                                       | 9 314                                                 |                                                       |
| 2015                                                  | 2015                                                  |                                                       | 9 349                                                 |                                                       |
| 2020                                                  | 2020                                                  |                                                       | 9 444                                                 |                                                       |

## Kultur

### Kommunvapen
Blasonering: I blått fält ett av kavlar bildat genomgående kors av silver, åtföljt i övre högra och i nedre vänstra fältet av en sädeskärve och i övre vänstra och i nedre högra fältet av en gås, allt i guld.
För köpingen Herrljunga hade 1956 fastställts ett vapen liknande det nuvarande fast med sädeskärvar i alla fält. Vapnet hade utformats av Svenska Kommunalheraldiska Institutet. Efter sammanslagningen med Gäsene kommun ersattes två av sädeskärvarna med gäss från Gäsene härads sigill. Kärvarna är från Kullings härads sigill. Vapnet registrerades hos PRV 1975.

Herrljunga köping (1956–1970) Herrljunga kommun (1971–1973)